# افسانه توشیشان
افسانهٔ توشیشان (به ژاپنی: 杜子春 Toshishun) نام یک انیمهٔ ژاپنی، محصول سال ۱۹۸۱ و به کارگردانی تاکه ایچی سایتو است.

## داستان
توشیشان که در کودکی راهزن‌ها مادرش بیاکارن را ربوده بودند، سال‌های کودکی‌اش را با همنشینی با کودکان بی‌خانمان کوچه و خیابان گذراند و بزرگ شد. ماجرا از آنجا آغاز می‌گردد که در مکاشفه‌ای به توشیشان الهام می‌شود که می‌تواند سه آرزو کند.
اولین آرزوی او، ثروت است. پیر مراد به او می‌گوید: «امشب، موقع غروب آفتاب، جایی را که سایهٔ سرت افتاد، حفر کن.» او در آنجا گنجی می‌یابد. با یافتن گنج، توشیشان مرد ثروتمندی می‌شود. ولی سرمستی از ثروت، خوشگذرانی و غفلت باعث می‌شود ثروتش از کف برود. بار دوم او آرزوی قدرت می‌کند. اما به دلیل غرور و توطئهٔ اطرافیان آن را هم از دست می‌دهد. توشیشان که مال و قدرت را باخته و دیگر سرد و گرم روزگار را چشیده است، این بار می‌داند که چه بخواهد: انسانیت و اراده؛ آرزویی که برای دست‌یافتن به آن وارد عالمی ترسناک می‌شود. پیر مراد او را در مسیر سختی قرار می‌دهد که با گذر از آن روح او پاک می‌شود: گذر از صخره‌های بلند، مبارزه با دیو، حملهٔ موجودات اهریمنی و …. در این مسیر شرط مهم این بود که او هر قدر هم تحت فشار قرار بگیرد، نباید کلمه‌ای سخن بگوید. آن مرارت‌ها برای پاک کردن توشیشان از تعلقات نفسانی بود. توشیشان در نهایت با یافتن گل‌سر مادرش آرام می‌گیرد. در حالی که روح او پاک شده است، سرانجام به مادرش می‌رسد.

## صداپیشگان نسخهٔ فارسی
- سرپرست گویندگان: نوشابه امیری
- راوی: زهره شکوفنده
- توشیشان / کودکی توشیشان: مهوش افشاری
- رن: حمیده امیری
- مادر توشیشان: شهلا ناظریان
- پیرمرد: حسین عرفانی
- هان هنگای: خسرو شایگان
- کلاه خود: خسرو شمشیرگران
- سردستهٔ مأموران حکومت: ولی‌الله مؤمنی
- مأمور حکومت: اکبر منانی
- مأمور حکومت ۲: داود باقری
- افراد توشیشان: تورج نصر، محمد عبادی، رزیتا یاراحمدی
- فرمانروای موجودات شیطانی: پرویز ربیعی
- غول بزرگ: جواد پزشکیان
- مار سبز بزرگ: عباس نباتی
- ارباب و صاحب‌کار رن: محمد آفرین
- مرد در بازار: علیرضا رضایی نیک
- زن در بازار: ژیلا اشکان